# Ptychorrhoe locupletaria
Ptychorrhoe locupletaria är en fjärilsart som beskrevs av Walker 1860. Ptychorrhoe locupletaria ingår i släktet Ptychorrhoe och familjen mätare. Inga underarter finns listade.